# Turn the Tide on Plastic

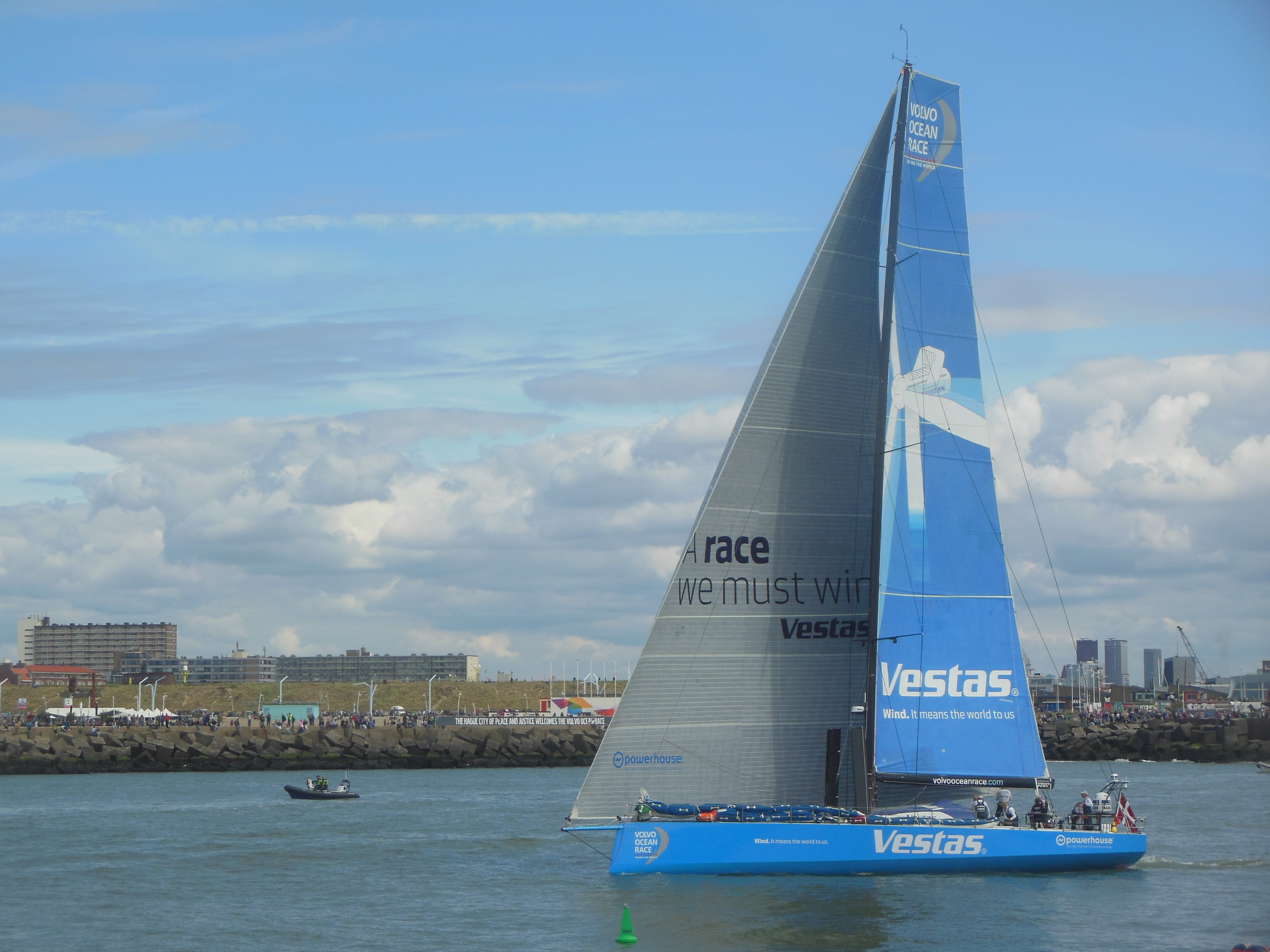
De boot die ze gebruiken was de boot van Team Vestas Wind in de 2014-2015 editie

Turn the Tide on Plastic is een zeilteam dat onder de vlag van de Verenigde Naties deelneemt aan de Volvo Ocean Race 2017-2018.
Het team bestond uit de volgende bemanningsleden:
| Naam                       | Positie     | Nationaliteit       | Geboortedatum    | Eerdere deelnames |
| -------------------------- | ----------- | ------------------- | ---------------- | ----------------- |
| Dee Caffari                | Schipper    | Verenigd Koninkrijk | 23 januari 1973  | 1                 |
| Martin Strömberg           | Wachtleider | Zweden              | 3 april 1982     | 3                 |
| Liz Wardley                | Kapitein    | Australië           | 6 december 1979  | 2                 |
| Annalise Murphy            | Teamlid     | Ierland             | 1 februari 1990  | 0                 |
| Bleddyn Mon                | Teamlid     | Verenigd Koninkrijk | 1992             | 0                 |
| Francesca Clapcich         | Teamlid     | Italië              | 28 januari 1988  | 0                 |
| Bernardo Freitas           | Teamlid     | Portugal            | 18 februari 1990 | 0                 |
| Lucas Chapman              | Teamlid     | Australië           | 5 mei 1992       | 0                 |
| Frederico Pinheiro de Melo | Teamlid     | Portugal            | 13 juli 1987     | 0                 |
| Bianca Cook                | Teamlid     | Nieuw-Zeeland       | 1989             | 0                 |
| Elodie-Jane Mettraux       | Teamlid     | Zwitserland         | 7 november 1984  | 1                 |
| Nicolas Lunven             | Navigator   | Frankrijk           | 28 november 1982 | 1                 |
| Henry Bomby                | Teamlid     | Verenigd Koninkrijk | 31 januari 1991  | 0                 |
| Brian Thompson             | Navigator   | Verenigd Koninkrijk | 5 maart 1962     | 1                 |